# Hotel Al Waddan
El Hotel Al Waddan (en árabe: فندق الودان) abrió sus puertas en 1936 como el Hotel y Casino Uaddan. Se trata de un histórico hotel en Trípoli, Libia, situado frente a la bahía, justo al este de Gran Hotel Trípoli. Históricamente fue el hotel más grandioso de Trípoli y fue referido por un periodista estadounidense como "el Waldorf Astoria de Trípoli", y también fue llamado "una joya de la arquitectura moderna de África". Fue construido en el año 1935, al mismo tiempo que el hotel Al Mehari. Fue diseñado por el arquitecto italiano Florestano Di Fausto, con la colaboración de Stefano Gatti-Casazza. Contenía un casino y un teatro de 500 asientos. Fue renovado recientemente.